# North Harbour Stadium
Het North Harbour Stadium (QBE Stadium, vanwege de sponsor) is een multifunctioneel stadion in Auckland, een stad in Nieuw-Zeeland. Het stadion wordt vooral gebruikt voor rugby- en voetbalwedstrijden, de rugbyclubs North Harbour Rugby Union en Blues en de voetbalclubs New Zealand Knights en Waitakere United maken of maakten gebruik van dit stadion. In het stadion is plaats voor 25.350 toeschouwers. Het stadion werd geopend in 1997.

## Internationale toernooien
Een aantal keer werd er een internationaal toernooi gehouden in Nieuw-Zeeland waarbij dit stadion werd gebruikt. Zo was er in 1999 het Wereldkampioenschap voetbal onder 17 jaar. Dat toernooi werd gehouden in Nieuw-Zeeland van 10 tot en met 27 november 1999. In 2008 was dit een van de vier stadions die werden gebruikt voor het Wereldkampioenschap voetbal vrouwen onder 17. Dat toernooi was van 28 oktober tot en met 16 november 2008. De finale werd toen in dit stadion gespeeld, die finale ging tussen Noord-Korea en Verenigde Staten (2–1).
In 2011 was het Wereldkampioenschap rugby hier. Het werd van 9 september tot 23 oktober gehouden. Er werden 4 groepswedstrijden gespeeld. 
In 2015 werd het stadion gebruikt voor het Wereldkampioenschap voetbal onder 20. Dat toernooi werd gespeeld in Nieuw-Zeeland van 30 mei tot en met 20 juni 2015. Er werden 4 groepswedstrijden, de achtste finale tussen Oekraïne en Senegal (1–1), de kwartfinale tussen de Verenigde Staten en Servië (0–0), de halve finale tussen Servië en Mali (2–1), troostfinale tussen Senegal en Mali (1–3) en de finale tussen Brazilië en Servië (1–2).